# Alice Wetterlund
Alice Wetterlund, née le 16 mai 1981 dans le Minnesota aux États-Unis, est une humoriste et actrice américaine.

## Filmographie

### Comme actrice
- 2010 : Mad Men Jumps the Shark (court métrage) : Joan Holloway
- 2011 : The Math (court métrage) : Michelle Sellers
- 2011 : Close to You
- 2013 : New Girl (série télévisée) : l'hôtesse
- 2013 : Hashtag Warrior (court métrage)
- 2013 : Betas (série télévisée) : la jeune manager
- 2014 : L'Interview qui tue ! : Alice
- 2015 : The Shocking Truth About Planned Parenthood (court métrage)
- 2016 : The UCB Show (série télévisée)
- 2015-2016 : Silicon Valley (série télévisée) : Carla Walton (6 épisodes)
- 2016 : Hors contrôle (Mike and Dave Need Wedding Dates) : cousine Terry
- 2016 : Take My Wife (série télévisée) : Alice
- 2016-2017 : People of Earth (série télévisée) : Kelly Grady (20 épisodes)
- 2018 : GLOW (série télévisée) : Carol
- 2018 : Alone Together (série télévisée) : Stephie
- 2018 : The 5th Quarter (série télévisée) : Shirley (2 épisodes)
- 2021-2025: Resident Alien (série télévisée) : D'Arcy Bloom
- 2022 : Star Trek: Lower Decks (série animée) : Melponar triplées - crisis point II

### Comme scénariste
- 2011 : Close to You
- 2018 : Untitled Alice Wetterlund Comedy Special

### Comme productrice
- 2011 : Close to You